# Becada de les Filipines
La becada de les Filipines (Scolopax bukidnonensis) és una espècie d'ocell de la família dels escolopàcids (Scolopacidae) que habita zones de selva de les illes Filipines.